# Сильвія Рууска
Сильвія Рууска (англ. Sylvia Ruuska, 4 липня 1942 — 7 лютого 2019) — американська плавчиня.
Призерка Олімпійських Ігор 1956 року, учасниця 1960 року.
Призерка Панамериканських ігор 1959 року.